# Porcelana de Limoges

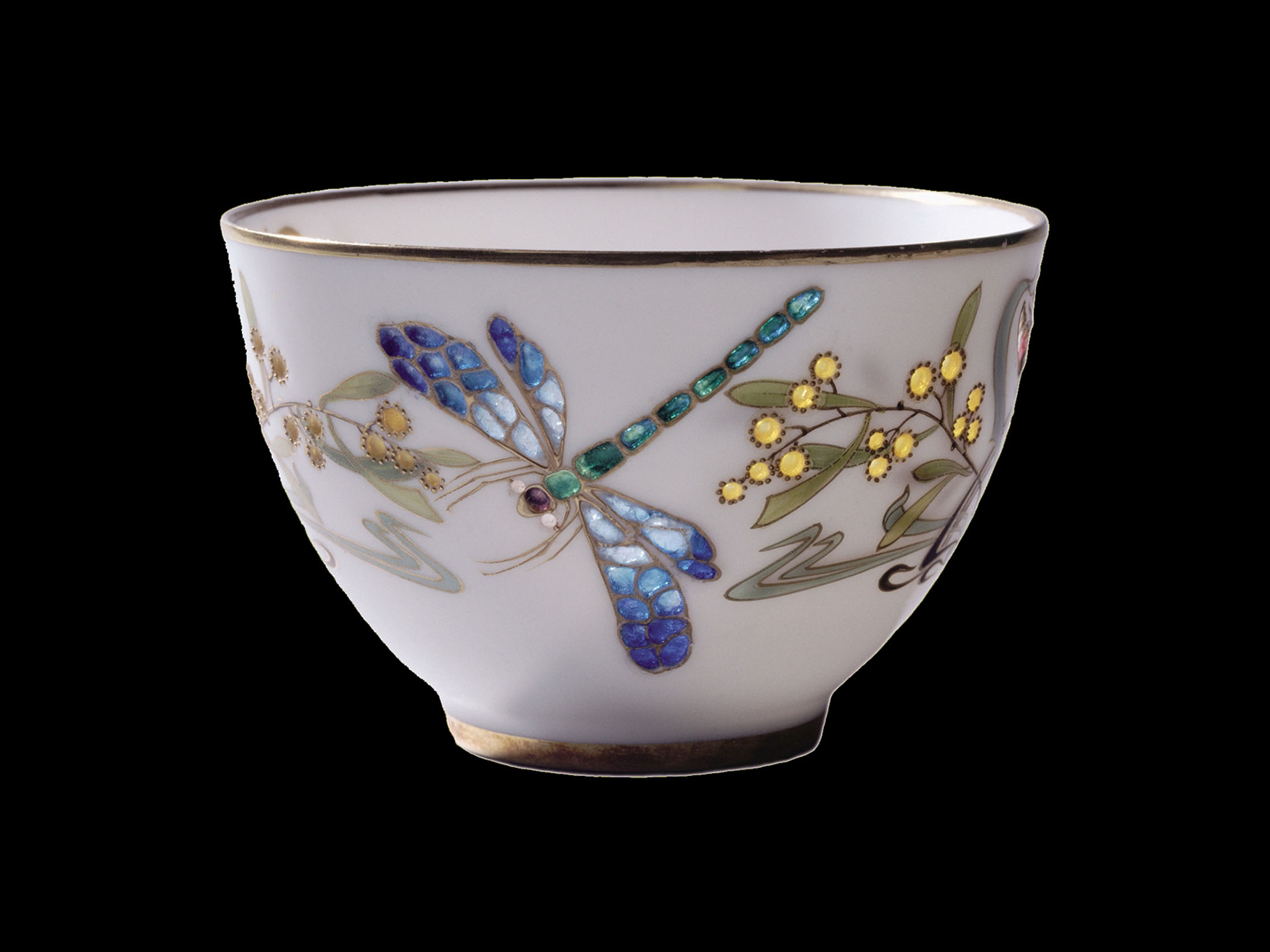
Taza con libélula, Manufactura Pouyat, 1902-1906

La porcelana de Limoges es una porcelana de pasta dura producida por las fábricas de la ciudad de Limoges (Francia) y sus alrededores, a partir de finales del siglo XVIII, por cualquier fabricante. Hacia 1830, Limoges, que estaba cerca de las zonas donde se encontraba la arcilla adecuada, había sustituido a París como principal centro de fábricas privadas de porcelana, aunque la porcelana estatal de Sèvres, cerca de París, seguía dominando en lo más alto del mercado. Limoges ha mantenido esta posición hasta nuestros días.

## Historia

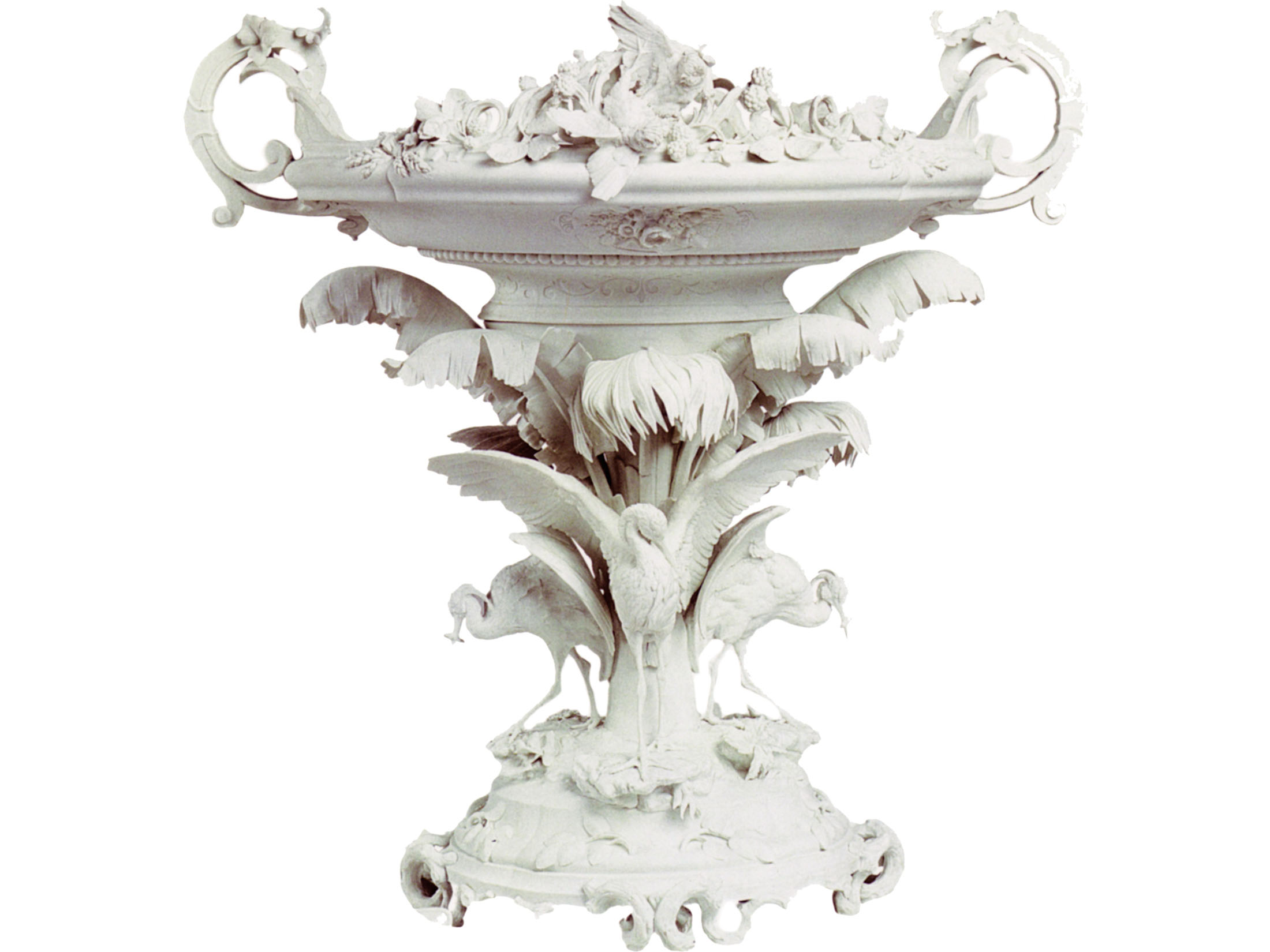
Centro de mesa de porcelana biscuit para la Exposición Universal de 1855, fábrica Pouyat

Limoges tenía sólidos antecedentes en la producción de objetos decorativos. La ciudad fue el centro europeo más famoso de producción de esmalte vítreo en el siglo XII, y el esmalte de Limoges era conocido como Opus de Limogia o Labor Limogiae.
Limoges también había sido sede de una industria menor que producía loza de fayenza desde la década de 1730.
La fabricación de porcelana de pasta dura en Limoges fue establecida por Charles de Turgot en 1771 tras el descubrimiento de suministros locales de caolín y un material similar al petuntse en la zona económicamente deprimida de Saint-Yrieix-la-Perche, cerca de Limoges. Los materiales, que se extraían de las canteras desde 1768, se utilizaban para producir porcelana de pasta dura similar a la porcelana china.
Una manufactura en Limoges fue puesta bajo el patrocinio del conde de Artois, hermano de Luis XVI, y más tarde fue comprada por el rey en 1784, aparentemente con la idea de producir cuerpos de pasta dura para la decoración en Sèvres, aunque esto nunca sucedió.
Después de la Revolución francesa se establecieron varias fábricas privadas en Limoges, entre ellas Bernardaud, Haviland & Co. y Royal Limoges.

## Actualidad
Limoges mantiene la posición que estableció en el siglo XIX como la principal ciudad de fabricación de porcelana en Francia.
La falsificación de porcelana de Limoges se ha documentado durante décadas.